# HEN 愛 LET'S GO! 2 〜ウルトラ怪獣総進撃〜
『HEN 愛 LET'S GO! 2 〜ウルトラ怪獣総進撃〜』（ヘンアイレッツゴー！ ツー ウルトラカイジュウソウシンゲキ）は、2015年7月8日にキューンレコード から発売された、日本のロックバンド、POLYSICSのスタジオ・アルバム。

## 概要
前作から引き続きPOLYSICSのメンバー・ハヤシの"HEN 愛（偏愛）”に焦点を当てており、本作ではハヤシが大ファンであるウルトラシリーズの怪獣をテーマとした楽曲が収録されている。制作には円谷プロダクションが全面協力しており、楽曲で取り上げられたウルトラ怪獣の鳴き声や足音を提供している。本作のCDジャケットはニイルセンが手掛けたもので、同時に新規に公開されたアーティスト写真のイラストも担当した。アーティスト写真で描かれたメンバーとウルトラ怪獣らがレコーディングをする構図は「ウィー・アー・ザ・ワールド('85年)」のミュージックビデオをモチーフとしている。
アルバムのリリース発表は2015年の全国ツアー「POLYSICS TOUR 2015“HEN 愛 LET'S GO!”～ツナギなぼくら ツアーで、胸キュン。～」の初日（5月23日）の会場である京都・磔磔でのステージ上で行われた。また、発売日の7月8日はウルトラマンの故郷である「M78星雲」から由来している。
初回限定盤には「ウルトラ怪獣シリーズ500 ポリシックス限定 ゴモラ クリアオレンジラメVER.」と銘打ったソフビフィギュアが付属された。

## 制作
ハヤシの偏愛を取り上げるテーマとして当初は本作におけるウルトラ怪獣が先にアイディアとして浮かんでいたが、「先にライトな偏愛が伝わるものを」という意向の下により飲食物に焦点を当てた『HEN 愛 LET'S GO!』が第一弾となり、ウルトラ怪獣は二弾目である本作で取り上げられることとなった。
本作の制作にあたりハヤシはウルトラシリーズをDVDで全話観直し、楽曲で取り上げる怪獣を選定している。その中にはノーバやアブソーバも候補に上がっていたが、「登場話の内容が暗すぎる」という理由でボツとなった。また、ガヴァドンをテーマとした楽曲も制作されていたが「歌詞がラブソングみたいになった」という理由でボツとした。当初は「カネゴンがピンク・フロイドの『マネー』をカバーする」というアイディアも存在していた。収録曲で使用された怪獣の鳴き声といった効果音は実際にハヤシが円谷プロのアーカイブ室に赴き、該当のWAVファイルを借用する形で使用している。

## 楽曲解説
1. 怪獣殿下 ～古代怪獣ゴモラ登場～
テーマはゴモラ[登場話 1]。ゴモラが大阪城を破壊する場面から着想し、楽曲にはテンポの速いブレイクビーツとハードなリフが取り込まれている[7]。
本楽曲にはクリエイティブユニット・らくださんがディレクションを務めたミュージック・ビデオが存在し、YouTubeに公開されている[8]。
2. 怪獣チャンネル ～電波怪獣ビーコン登場～
テーマはビーコン[登場話 2]。電波怪獣にちなみ、楽曲は電子音で埋め尽くしているがリズムやリフをハードにすることでビーコンの謎の強さが表現されている[7]。
3. From バンダ星 ～ロボット怪獣クレージーゴン登場～
テーマはクレージーゴン[登場話 3]。AメロやBメロといった構成を取り除き、シーケンス・フレーズと口笛で楽曲を構成することでクレージーゴンの歪さを表現している[5]。口笛はクレージーゴンがウルトラセブンに倒され、夕陽をバックに横たわるシーンを表現している[5]。また、ハヤシはこの曲を「裏キー曲」としており、曲順にもこだわりを持ったと話している[6]。
4. 宇宙からの贈り物 ～火星怪獣ナメゴン登場～
テーマはナメゴン[登場話 4]。登場話にちなみに楽曲のイメージを「宇宙ファンク」とし、時代感のない音楽性を表現している[7]。
5. We are Oil Lovers ～ペスター、タッコング、オイルドリンカー登場～
テーマはペスター[登場話 5]、タッコング[登場話 6]、オイルドリンカー[登場話 7]。元々は該当の怪獣ごとに1曲ずつ制作する予定だったが「オイル怪獣」という括りで扱われている[5]。また、歌詞にはガビシェール[登場話 8]の名前も入れられている。
6. 怪獣サインはＶ ～球好き怪獣ガラキング登場～
テーマはガラキング[登場話 9]。ガラキングがガスタンクをボールのように遊ぶシーンを楽曲のリズムとし、そこから60年代ロックンロールをベースに制作された[7]。
7. 燃えろ！超獣地獄 ～一角超獣バキシム登場～
テーマはバキシム[登場話 10]。本作の中では最初に制作された楽曲であり、円谷プロに叩き台として渡した楽曲である[6]。バキシムはハヤシが最も推している怪獣であり、本作を制作する前にもデモの仮タイトルに「バキシム」とつけていた程である[6]。

## 収録曲

### CD
| #  | タイトル                                                             | 作詞             | 作曲             | 時間 |
| -- | -------------------------------------------------------------------- | ---------------- | ---------------- | ---- |
| 1. | 「怪獣殿下 ～古代怪獣ゴモラ登場～」                                  | Hiroyuki Hayashi | Hiroyuki Hayashi | 3:04 |
| 2. | 「怪獣チャンネル ～電波怪獣ビーコン登場～」                          | Hiroyuki Hayashi | Hiroyuki Hayashi | 3:02 |
| 3. | 「From バンダ星 ～ロボット怪獣クレージーゴン登場～」                 | Hiroyuki Hayashi | Hiroyuki Hayashi | 2:50 |
| 4. | 「宇宙からの贈り物 ～火星怪獣ナメゴン登場～」                        | Hiroyuki Hayashi | Hiroyuki Hayashi | 3:38 |
| 5. | 「We are Oil Lovers ～ペスター、タッコング、オイルドリンカー登場～」 | Hiroyuki Hayashi | Hiroyuki Hayashi | 3:01 |
| 6. | 「怪獣サインはＶ ～球好き怪獣ガラキング登場～」                      | Hiroyuki Hayashi | Hiroyuki Hayashi | 2:30 |
| 7. | 「燃えろ！超獣地獄 ～一角超獣バキシム登場～」                        | Hiroyuki Hayashi | Hiroyuki Hayashi | 3:52 |